# Pňovice
Pňovice är en ort i Tjeckien.   Den ligger i regionen Olomouc, i den östra delen av landet, 200 km öster om huvudstaden Prag. Pňovice ligger 229 meter över havet och antalet invånare är 846.
Terrängen runt Pňovice är platt.Runt Pňovice är det tätbefolkat, med 257 invånare per kvadratkilometer. Närmaste större samhälle är Olomouc, 15,4 km söder om Pňovice. Trakten runt Pňovice består till största delen av jordbruksmark.